# Joan Cachot i Torroja
Joan Cachot i Torroja (Tortosa, Baix Ebre, 1887 - Madrid, 30 d'abril de 1967) va ser un advocat i empresari tortosí, vinculat amb Reus des de petit.
En la seva infància, la prematura mort de la seva mare l'obligà a traslladar-se a Reus, on visqué amb el seu avi, el jurista Bernat Torroja. Estudià Dret a la Universitat de Barcelona, i després de llicenciar-se cap al 1909 devia tornar a Tortosa on va obrir un bufet d'advocat el 1913. Tornat a Reus, el 1917 va ser nomenat secretari de la Cambra de Comerç i Indústria de Reus. Va seguir estudis mercantils i va fer-se un nom com a organitzador econòmic en el sector comercial. Fundador d'una organització patronal, el "Foment Industrial i Mercantil", la seva equidistància política el va impulsar a treure al carrer el diari Reus el 1925, un diari no identificat amb cap partit i disposat a treballar per la ciutadania, on hi va col·laborar el sector més inquiet de la societat reusenca. Va ser president del Gremi d'exportadors de fruits secs, vi i oli i el 1922 creà a Reus l'empresa d'assegurances "Reddis". Publicà diversos estudis sobre economia comercial a la demarcació, com ara Magatzems Generals de Dipòsit de Reus: estudi i plantejament d'una institució comercial per a afavorir el desenrotllament de l'economia reusenca i Zona del Port de Tarragona: el port de Tarragona, medis per augmentar son tràfec, tots dos publicats a Reus, per la impremta Navàs, el 1923. Va organitzar i participar en unes importants "Converses sobre temes d'interès local" celebrades al Centre de Lectura el 1931, on es plantejaren pautes sobre desenvolupament econòmic local i comarcal que després van ser seguides per l'administració republicana. A finals de 1931 va ser nomenat vicesecretari de la Cambra de Comerç de Madrid i secretari de la Federació d'Exportadors d'oli d'oliva de l'estat espanyol, i es traslladà a Madrid amb la seva dona, Empar Rocher i l seu fill Miquel Cachot Rocher. A Madrid fundà, el 1933, la companyia d'assegurances Hermes. Després de la guerra civil, va ser secretari de la Cambra de Comerç madrilenya fins a la seva jubilació el 1957. Va escriure un llibre de memòries amb el títol de Retrovisor que deixà inèdit.
Ideològicament estava vinculat amb el pensament liberal, encara que el 1909 va participar en un míting conjuntament amb Marcel·lí Domingo, de clara adscripció republicana. Va ser diputat provincial durant dues legislatures, entre 1915 i 1918, ocupant càrrecs en les comissions permanents de Governació i Beneficència, respectivament.